# Najas heteromorpha
Najas heteromorpha är en dybladsväxtart som beskrevs av William Griffiths och Voigt. Najas heteromorpha ingår i släktet najasar, och familjen dybladsväxter. Inga underarter finns listade.